# Alpha Kaba
Alpha Kaba (Blois, 29 gennaio 1996) è un cestista francese con cittadinanza guineana.

## Carriera
È stato selezionato dagli Atlanta Hawks al secondo giro del Draft NBA 2017 (60ª scelta assoluta).

## Palmarès
- Campionato francese: 1

ASVEL: 2018-19
- Coppa di Serbia: 1

Mega Leks Belgrado: 2016
- Coppa di Francia: 1

ASVEL: 2018-19
- Coppa del Montenegro: 1

Budućnost: 2023